# (149450) 2003 CE14
(149450) 2003 CE14 (2003 CE14, 1997 YO20) — астероїд головного поясу, відкритий 6 лютого 2003 року.
Тіссеранів параметр щодо Юпітера — 3,412.